# 白ロム
白ロム（しろロム）とは、携帯電話回線の契約情報（電話番号）を端末に直接書き込む方式の機種で、契約情報が記録されていないものをいう。
PDC方式の端末や、CDMA2000 1x方式でR-UIMカード(CDMA版のSIMカード)を採用していない端末は、契約情報の記録を端末に直接行う。GSM方式やW-CDMA方式の端末では、SIMカードの採用が、規格の必須の条件になっているので、このような状態の端末は存在しない。

## 定義
SIMカードを採用していない携帯電話やPHS端末（国内では、NTTドコモとソフトバンクモバイル（旧ボーダフォン・J-PHONE）の第2世代携帯電話端末、au（KDDI／沖縄セルラー電話）のau ICカード非対応端末、大部分のPHS端末）では、電話番号は専用の機械を用いて端末内部のROMに書き込まれる。また、解約するときは同様にして電話番号を消去する（「番号を抜く」という）。解約して番号を消去した後の端末を、ROMに番号が書き込まれていないという意味で、白ロムと呼ぶ。白ロムの状態では通話・通信はできない。
これに対して、有効な回線契約があり、番号が書き込まれている状態の端末を、黒ロムと呼ぶ。
なお、端末紛失や破損による解約の場合は、電話番号を消去することができないため、解約したにもかかわらず電話番号が記録されたままの端末が残る（また、事業者によっては、特に申し出がない限り番号を消去しないところもある）。このような端末を、白ロムと黒ロムの中間という意味で、灰ロムと呼ぶ。灰ロムも通話・通信はできない。改めて申し出れば、電話番号を消去して白ロムにしてもらうことができる。
番号が記録されているが、ショップに納入されたばかりの状態で、一度も正式な契約が結ばれていない端末は、半黒ロムと呼ぶ。半黒ロムも通話・通信はできないが、一度でも契約が結ばれたかにより、灰ロムとは区別される。

## 3G世代での用法
UIMカード/R-UIMカード（auのみ、CDMA2000/GSMデュアルのため。以下便宜上UIMカードとする）を採用した携帯電話端末（国内では、FOMA・SoftBank 3Gとイー・モバイル、およびauの現行機種（およそ2005年以降発売のau ICカード対応端末）、WILLCOMの一部機種）では、UIMカードに電話番号が記録されており、端末自体には電話番号が存在しない。
したがって白ロムという概念も存在しないが、解約してSIMカードを返却するか、別の端末を新たに調達してSIMカードを入れ替えたことにより、それまで使っていた端末がSIMカード未挿入の状態を便宜的に白ロムと呼ぶ。本来、これは誤用であるが、現在ではこの状態をいうことが多い。
しかし、3G端末自体はいわゆる上述で述べられたような「白ロム」であっても、UIMカードについては番号の書き込みがあるか否かという状態があるため、番号の書き込みのないUIMカードを「白SIM」、書き込みのあるUIMカードを「黒SIM」（上述の「半黒ロム」に相当するものを含む。なお、この定義からいくと、初回チャージを行っていないプリモバイル用のUSIMカードも「半黒SIM」に近い状態になっている）、解約済（あるいは、国外ローミング利用などの理由により、ドコモUIMカードを青→緑ないしは白、緑→白に切り換える場合に発生する、以前利用していたものを含む）のUIMカードを「灰SIM」（解約されたUIMカードは、本来は再利用されず、事業者で回収した上で廃棄・再処理（これまでのUIMカードの無効化を呈示する意味もあり、ユーザの目の前でショップ店員がハサミを入れる場合もある）となるが、紛失したものを新たなUIMカード発行後に発見した場合やプリモバイルUSIMカードや海外のプリペイドUIMカードの有効期限が切れて再利用不可となったUIMカードが存在するため、このように呼ぶ。ただし、解約せずに同一事業社内で電話番号の変更を行う場合は元の有効なUIMに書き込む場合があり、灰化せず、「黒SIM」のままとなる）と呼ぶことはある。
Vodafone 3Gの2004年冬モデルからは、世界規格の端末と共通化を図った際にSIMロックが解除しやすい機種が存在していたのと、全世界的には白ロムが主流であるにもかかわらず、当時の日本ではインセンティブシステムの為他国より高性能な端末が安く手に入った関係から、端末を新規契約で購入した直後に解約し他国に輸出されるケースが多くなっている。契約を破棄した際の違約金が支払われているのであれば、携帯電話本体の代金が一括購入・分割支払未完済に関わらず所有権は使用者に移行している為、分割債務の履行に関する請求を除き、解約者に違法性を問う事は難しい。
2008年以降、日本では端末販売に際し従来のインセンティブモデルから割賦販売モデルへの転換が進んでいるが、新規契約時の支払額が少ないことに変わりはなく、端末が海外に輸出される状況は依然続いている。日本国内で使われる端末については、通信事業者側も残債のある白ロム端末の通信を制限する措置等で対抗が可能だが（詳細は後述）、海外に輸出された端末については効果的な対抗措置がなく、通信事業者側も手をこまねいているのが現状である。
KDDI、並びに沖縄セルラー電話（各auブランド）のau ICカード対応端末については、iPhone 4Sを含むごく一部のスマートフォンを除き最初に使用されたICカード以外が挿入されても使用できなくなるようにロック（セキュアロック）が掛けられており、第三者から譲渡された端末を使用する際にはauショップに持ち込み、ロッククリア（セキュアロック解除）の手続きが必要となり、新規契約として利用する場合は2,916円（税別2,700円）が、機種変更（増設）として利用する場合は2,160円（税別2,000円）の手数料がそれぞれかかる。

## 用途
白ロムは以下のような用途に使われる。
機種変更
白ロムは日本では中古品の機種変更用端末とみなすことができる。白ロムを知人からもらったり、売買業者から購入したりして持ち込み、機種変更にあてることができる。新品の機種変更用端末よりやや安いぐらいの価格で取引されている。なお、盗難端末・詐欺端末の取引が行われているが、通信時に通信会社に、電話番号、SIMカードの番号、端末固有の機械番号が記録されるので、警察と通信会社は端末固有の機械番号を元に、現在の使用者を日本国内では特定することが可能。

回線契約不要の通話・通信
これはPHSや一部の無線LANを搭載したスマートフォンに特有な利用法で、自営モードやトランシーバモード、無線LANモード（つまり超小型のタブレットPCとして使う）など、回線契約を必要としない通話・通信に利用できる。
端末単体機能の利用
近年の携帯電話は、カメラ・ゲーム・テレビ・音楽再生など多彩な機能を備えているため、白ロム（ないし灰ロム）でも通話・通信と無関係にデジタルガジェットとして利用することができる。ただし、最近の機種では、このような目的で契約後即解約されるのを防ぐため、解約するとこれらの機能が使えなくなるものもある。既に所有権の譲渡が行われている個人所有の物品への行為としては、財産権の観点から異論があるため、NTTドコモなど、インセンティブ分離によって端末代金を確実に回収できるようになったことに併せ、ワンセグテレビに対する制限を取りやめたキャリアも存在する。auについても、カメラ、メーラー、アドレス帳など、EZアプリを除く機能は原則として利用可能としているが、ソフトバンクモバイルのように、UIMカード未挿入の場合、依然として電話帳等を含め全ての機能の利用を許可しないキャリアも存在する。このため、ソフトバンク端末については、解約に伴いUIMカードを返却する前に所要の操作を行っておかない限り、個人情報消去のような作業すらも行えなくなるため、十分な注意が求められる。ただしiPhoneにおいてはこの限りでない。
その他、コレクションや転売目的で白ロムを集めている者も存在する。

## 問題点
近年では、白ロムを悪用した事例も見受けられる様になった。
特に多いのは、アルバイトと称し、新規契約と即解約を行って白ロムを作ると、報酬がもらえるものである。ユーザーは一見、報酬で得をしたかに思えるが、その後解約手数料や機種代の残額などで多額の支払いに追われたり、短期解約の繰り返しでブラックリストに載り、携帯電話を契約できなくなったりと、多大な損害が残ることとなる。
また、携帯電話端末の販売方法が変更された2007年9月以降、各地の携帯電話店の在庫商品が盗難に遭う被害が相次ぐようになった。対象の多くは、SIMカードを差し替えれば使用できるNTTドコモとソフトバンクモバイルの商品で、不法に入手した端末をインターネットオークションなどで大量に売りさばく事例も見受けられている。
2008年3月5日から、こうした事例を受けて、Yahoo!オークションでは、発売後6カ月未満のソフトバンクモバイルの端末のみ自社インセンティブ確保の観点から出品を禁止した。
2009年3月5日には、禁止期間を発売後12カ月未満にまで延長して規制強化したが、2010年2月1日からは発売からの経過期間による出品制限は廃止され、出品の際にIMEIの記載を義務付けた。これによりソフトバンクモバイル端末の落札者に対して、ソフトバンクモバイルのWebサイトで利用制限中または利用制限になる恐れがある端末かどうかの確認を求めている。
ポストペイト式とは比較的契約や解約が容易であったソフトバンクモバイルが提供しているプリペイド式携帯電話サービスも白ロムが高値でオークション等で転売される事が多々あったため契約回線の制限や2012年4月4日以降に契約しその期間が1年に満たない場合（MNPポートアウト含む）の解約に解約手数料として19,800円（税込）が必要になった。

### 赤ロム
さらに、ソフトバンクでは残債のある白ロムの通信機能を制限する措置も講じていて、その状態になると電波表示が赤くなることから、一部では「赤ロム」と呼ばれている。それに対して、転売された端末の購入者とは無関係な第三者の債務未払いで機能を制限するのは不当だとして、中古携帯販売業者の株式会社eiYAAAがソフトバンク側を提訴している。
NTTドコモも2009年10月1日から同様の規制を開始し、同時に同社のウェブサイトにてIMEI端末が通信制限の対象かどうかを確認できる検索機能を提供した。第三者から端末を購入する場合は事前に同サイトで確認を取ることを推奨している。
このほか、盗難端末に対してショップや元所有者が遠隔ロックをかけ、その結果白ロム使用中のユーザーが気付かないうちに、所有端末をロックされるケースも存在する。